# باد غريس
باد غريس (بالإنجليزية: Bud Grace)‏ هو فيزيائي أمريكي، ولد في 1944 في تشيستر في الولايات المتحدة.